# Monoblepharis micrandra
Monoblepharis micrandra är en svampart som beskrevs av Sparrow 1965. Monoblepharis micrandra ingår i släktet Monoblepharis och familjen Monoblepharidaceae.   Inga underarter finns listade i Catalogue of Life.